# Резолюция Совета Безопасности ООН 48
Резолюция Совета Безопасности ООН 48 была принята 23 апреля 1948 года во время арабо-израильской войны 1947—1949 годов.
Как итог, для разрешения этого вопроса была создана специальная Комиссия по перемирию для Палестины.

## Контекст и решения
В период серьёзных столкновений между еврейскими и арабскими силами на территории Подмандатной Палестины была принята Резолюция Совета Безопасности ООН 46, которая должна была предложить сторонам мирное урегулирование конфликта.
Тем не менее, конфликт между арабами и евреями перешёл в новую фазу противостояния, и на 287 встрече Совет Безопасности ООН:
- учреждает Комиссию по перемирию для Палестины, состоящую из представителей тех членов Совета Безопасности, которые имеют профессиональных консульских работников в Иерусалиме. Функция этой Комиссии должна заключаться в оказании помощи Совету Безопасности в деле наблюдения за осуществлением сторонами резолюции 46 (1948) Совета Безопасности;
- предлагает Комиссии доложить Председателю Совета Безопасности в течение четырёх дней относительно её деятельности и развития событий с тем, чтобы держать Совет Безопасности постоянно в курсе текущих событий, касающихся палестинского вопроса.

## Голосование
Резолюция 48 была принята 8 голосами «за». При этом 3 члена ООН воздержались в голосовании: Колумбия, СССР и Украинская ССР.